# Sybille Binder
Sybille Binder (Vienna, 5 gennaio 1895 – Düsseldorf, 30 giugno 1962) è stata un'attrice austriaca.

## Biografia
Sybille Binder iniziò nel 1915 a recitare nei teatri di Berlino per poi passare, dopo aver preso parte ad alcuni cortometraggi, al Münchner Kammerspiele dove, diretta da Otto Falkenberg, suo marito per un paio d'anni, ottenne molto successo come interprete del teatro classico. Dal 1922 fu ancora a Berlino e in altri teatri di Austria e Germania finché, dopo l'avvento al potere dei nazisti, espatriò in Inghilterra, dove dal 1938 al 1950 interpretò una dozzina di film.
Tornata in Germania, fu ancora attrice esclusivamente di teatro. Morì a Düsseldorf nel 1962, a 67 anni.

## Filmografia

### Cinema
- Der Fakir im Frack, regia di Max Mack (1916)

- Ahasver, 1. Teil, regia di Robert Reinert (1917)
- Ahasver, 2. Teil, regia di Robert Reinert (1917)
- Ahasver, 3. Teil - Das Gespenst der Vergangenheit, regia di Robert Reinert (1917)
- Lehrer Matthiesen, regia di Viggo Larsen - cortometraggio (1917)
- Das Frühlingslied, regia di Alfred Halm (1918)
- Das Dreimäderlhaus, regia di Richard Oswald (1918)
- Das Opfer der Isis, regia di Ludwig Beck (1919)
- Kauft Mariett-Aktien, regia di Alexander Antalffy (1922)
- Thunder Rock, regia di Roy Boulting (1942)
- Yellow Canary, regia di Herbert Wilcox (1943)
- The Night Invader, regia di Herbert Mason (1943)
- Nei Meandri della Casbah (Candlelight in Algeria), regia di George King (1943)
- The Man from Morocco, regia di Mutz Greenbaum (1945)
- L'amante della morte (Latin Quarter), regia di Vernon Sewell (1945)
- Stirpe dannata (Blanche Fury), regia di Marc Allégret (1948)
- Against the Wind, regia di Charles Crichton (1948)
- Idolo di Parigi (Idol of Paris), regia di Leslie Arliss (1948)
- Counterblast, regia di Paul L. Stein (1948)
- Atterraggio forzato (Broken Journey), regia di Ken Annakin e Michael C. Chorlton (1948)
- Nebbie del passato (Portrait from Life), regia di Terence Fisher (1949)
- La salamandra d'oro (Golden Salamander), regia di Ronald Neame (1950)

### Televisione
- Der Schwierige, regia di Leo Mittler - film TV (1956)
- Vergessene Gesichter, regia di Hans Lietzau - film TV (1959)